# Teruo Abe
Teruo Abe (安部 輝雄 Abe Teruo?) fue un futbolista japonés que se desempeñaba como defensa.
Abe fue elegido para integrar la selección nacional para los Juegos del Lejano Oriente de 1934, donde disputó 2 encuentros.

## Trayectoria

### Clubes
| Club          | País  | Año  |
| ------------- | ----- | ---- |
| Kwangaku Club | Japón | ???? |

### Selección nacional
| Selección | País  | Año  |
| --------- | ----- | ---- |
| Absoluta  | Japón | 1934 |

## Estadística de equipo nacional
| Selección de Japón | Selección de Japón | Selección de Japón |
| Año                | Part.              | Goles              |
| ------------------ | ------------------ | ------------------ |
| 1934               | 2                  | 0                  |
| Total              | 2                  | 0                  |